# Остапович, Олег Николаевич
Оле́г Никола́евич Остапо́вич (1929—2007) — советский инженер-конструктор и учёный в области исследования теплообмена на изделиях ракетно-космической техники, участник подготовки и осуществления полёта первого в мире космического корабля с человеком на борту, участник испытаний пилотируемых космических кораблей «Восток»,  «Восход» и «Союз», доктор технических наук (1974). Лауреат Государственной премии СССР (1984).

## Биография
Родился 16 февраля 1929 года в городе Воронеже.

### Образование и начало деятельности
С 1947 по 1952 год обучался в Воронежском государственном университете по окончании которого получил специальность инженера-механика.

### ВНИИ-88—ЦНИИМАШи создание ракетно-космической техники
С 1952 года на научно-исследовательской работе в НИИ-88 (с 1966 года — Центральный научно-исследовательский институт машиностроения) Государственного комитета СМ СССР по оборонной технике — Министерства общего машиностроения СССР под руководством таких руководителей как А. С. Спиридонова, Г. А. Тюлина и Ю. А. Мозжорина, работал в должностях: инженер, старший инженер, руководитель группы, сектора и лаборатории.
О. Н. Остапович занимался исследованиями в области теплообмена на изделиях ракетно-космической техники, проводил эксперименты по снижению тепловых потоков на боковой поверхности затупленных тел с помощью термокрасок. В 1961 году О. Н. Остапович принимал участие в  подготовке и осуществления полёта первого в мире космического корабля с человеком на борту. О. Н. Остапович был активным участником испытаний пилотируемых космических кораблей «Восток»,  «Восход» и «Союз», он внёс весомый вклад в исследования теплового обмена космической программы многоразовой транспортной космической системы «Энергия — Буран», для этой системы им была разработана уникальная методика в области моделирования тепловых потоков в твердотопливных двигателях. 
В 1984 году «закрытым» Постановлением ЦК КПСС и СМ СССР «За создание системы теплообмена для ракетно-космической техники» О. Н. Остапович был удостоен Государственной премии СССР.

### Научная деятельность
О. Н. Остапович являлся автором свыше ста научных работ,  он являлся автором более шестидесяти авторских свидетельств и патентов на изобретения. В 1962 году О. Н. Остаповичу была присвоена учёная степень кандидат технических наук, в 1974 году — доктор технических наук.

### Смерть
Скончался 13 февраля 2007 года в Москве, похоронен на Невзоровском кладбище
Московской области.

## Награды
- Орден Трудового Красного Знамени (17.01.1961 — «за активное участие в подготовке и осуществлении полёта первого в мире космического корабля с человеком на борту»)
- Государственная премия СССР (1984)[1][2][3]